# Stor-Öratjärnen (Ytterhogdals socken, Hälsingland)
Stor-Öratjärnen är en sjö i Härjedalens kommun i Hälsingland och ingår i Ljusnans huvudavrinningsområde. Sjön har en area på 0,139 kvadratkilometer och ligger 515,4 meter över havet. Sjön avvattnas av vattendraget Aspan.

## Delavrinningsområde
Stor-Öratjärnen ingår i det delavrinningsområde (688839-144740) som SMHI kallar för Utloppet av Öratjärnarna. Medelhöjden är 537 meter över havet och ytan är 1,63 kvadratkilometer. Det finns inga avrinningsområden uppströms utan avrinningsområdet är högsta punkten. Aspan som avvattnar avrinningsområdet har biflödesordning 2, vilket innebär att vattnet flödar genom totalt 2 vattendrag innan det når havet efter 216 kilometer. Avrinningsområdet består mestadels av skog (88 procent). Avrinningsområdet har 0,19 kvadratkilometer vattenytor vilket ger det en sjöprocent på 11,7 procent.